# Annezin
Annezin é uma comuna francesa na região administrativa de Altos da França, no departamento de Pas-de-Calais. Estende-se por uma área de 6,1 km². Em 2010 a comuna tinha 5 917 habitantes (densidade: 970 hab./km²).